# Return to Castle Wolfenstein
Return to Castle Wolfenstein (укр. Повернення в замок Вольфенштайн) — відеогра, шутер від першої особи, розроблена компанією id Software, Gray Matter Interactive, Nerve Software і видана Activision 19 листопада 2001 року, п'ята гра серії «Wolfenstein». Багатокористувацький режим з часом став найпопулярнішою частиною гри і вплинув на розвиток жанру. Splash Damage створили деякі мапи для видання "Гра року". Продовження під назвою Wolfenstein вийшло 18 серпня 2009 року.

## Ігровий процес

### Керування
Гравець керує бійцем, який шляхом стрілянини знищує ворогів для просування сюжетом. Крім ігрового світу та рук персонажа, гравець бачить на екрані інформацію про стан здоров'я, броні, боєзапас в обоймі та кишенях, та довідкові написи. Персонаж здатний, крім стрілянини, наносити удари ногою або ножем. Рух має три режими: ходьба, біг, спринт. Спринт забезпечує найшвидше пересування, але витрачає запас здоров'я. У персонажа є можливість висунути голову з укриття і закінчити гру в скрутній ситуації, прийнявши отруту.

### Вороги
Німецька армія — основні вороги в грі. Перший тип ворогів який зустрічається в грі. Майже всі мають однакове здоров'я. В деяких місіях воюють проти нежиті або істот з лабораторії.
Нежить — «мертва» армія Генріха I і стародавні істоти, активізовані внаслідок діяльності Паранормальної дивізії СС. Мають малу кмітливість, але агресивні, вирізняються підвищеним здоров'ям і магічними здібностями.
Істоти з лабораторії - результати експериментів у лабораторіях Мертвої Голови зі створення зброї. Мають великий запас здоров'я, сили, але слабкий інтелект.

## Сюжет
Гра починається із того що в Х столітті невідомий маг вступав у битву з королем Саксонії Генріхом I та поховав його під руїнами. В ХХ столітті нацисти намагаються оживити його для власних цілей. Гравець виступає в ролі Агента-2 з організації Office of Secret Actions (OSA) на ім'я Вільям «Бі-Джей» Блазкович, котрому доручено зруйнувати плани нацистів.
Блазкович разом з Агентом-1 потрапляє до в'язниці в замку Вольфенштайн, де Агент-1 помирає під тортурами. Зумівши втекти і вбивши охорону замку, Блазкович покидає його за допомогою канатної дороги та зустрічається з бійцем групи Опору «Крайсау» Кесслером. Поранений в перестрілці, Кесслер не може піти за героєм, проте дає йому завдання — добути щоденник професора Земпфа, що проводить під керівництвом офіцера Паранормальної дивізії СС Хельги фон Бюлов розкопки в старій церкві.
Склеп, куди згодом потрапляє Блазкович, виявляється наповнений пастками і голодними зомбі. Однак Блазкович не тільки знаходить щоденник, але і пробирається в занедбану церкву, де Земпф і Хельга проводять досліди над трупом «Темного лицаря». На його шляху стоять елітні охоронниці СС, але він все ж наздоганяє Хельгу — якраз тоді, коли вона пробуджує Чудовисько, сама при цьому гинучи. Агентові-2 вдається побороти потвору і забрати літак, на якому він тікає.
Кілька місяців потому Блазкович знову вирушає на завдання. Його місія — перешкодити німецькому злому генію, оберфюреру СС Вільгельму Штрассе на прізвисько «Мертва Голова», завдати по Лондону хімічного удару з допомогою ракети «Фау-2». Сховавшись у вантажівці постачання, він проникає на приховану в бункері ракетну базу і виводить з ладу ракету. При відході він знищує величезний радар і успішно повертається на зайняту союзниками Мальту, викравши експериментальний реактивний літак «Кобра».
Наступна місія героя проходить в німецькому містечку Кугельштадт, в якому, за чутками, розробляється надскорострільний кулемет. Кугельштадт піддається бомбардуванню союзної авіації, а незабаром Блазкович і загін Опору на трофейному танку, прикриваючи один одного, прориваються до фабрики, по дорозі допомагаючи загону з «Крайсау» врятувати вченого-дезертира з фабрики. Танк пробиває двері, і агент проникає на практично зруйновану фабрику, де знаходить документацію на багатоствольний кулемет Venom. Потім він потрапляє в комплекс секретної зброї, де знаходить справний зразок кулемета, та оберфюрер встигає втекти на підводному човні. Допитавши полоненого німецького офіцера, Блазкович довідується, куди прямує втікач.
Тим часом врятований учений розповідає про проєкт «Супер-Солдат», який Мертва Голова втілює у своїх Х-лабораторіях. Блазкович висаджується в Норвегії і з боєм прокладає шлях до лігва Вільгельма Штрассе. Останній, дізнавшись про це, наказує знищити незваного гостя. Для цього вчені випускають на свободу всі «зразки» — Стрибунів та Суперсолдатів, і ті влаштовують на базі погром. Незважаючи на це, Агент-2 не тільки проходить на нижній рівень, але і забирає з собою «книгу проєктів». Внизу Блазкович потрапляє в пастку до Мертвої Голови, який знайомить його з прототипом проєкту «Супер-Солдат» — величезним кіборгом в броні. Коли Блазкович все ж перемагає цю машину смерті, злодій ховається на літаку «Кобра»
З книги проєктів з'ясовується, що всі минулі місії агента були пов'язані, і мета діяльності Паранормальної дивізії СС — воскресити короля Саксонії Генріха I, для чого запрошена медіум Маріанна Блаватська. Блазкович, проникнувши в містечко поруч з розкопками, знищує верхівку дивізії, але не встигає зупинити ритуал посвячення Супер-Солдатів в Темні Лицарі — на його частку випадає тільки бійка з останніми двома супер-солдатами.
Прохід до місця головного ритуалу закритий, і агенту доводиться пройти через давню напівзруйновану частину замку Вольфенштайн. Поруч із замком Блаватська проводить ритуал, і, принісши Темних Лицарів в жертву, пробуджує Генріха, який перетворює її на чаклунку-зомбі. Саме в цей момент на кам'яну арену вривається Блазкович і вступає в бій з королем. Після довгої сутички Генріх гине, а з його смертю зникають всі зомбі, магічні сили замку і плани Генріха Гіммлера із завоювання світу провалюються.

## Персонажі
Оберфюрер Вільгельм-Штрассе або Мертва Голова — обдарований дослідник, який очолює Відділ Спеціальних Проєктів SS. Є творцем всіх кіборгів, поставлених на службу нацистам. Також причетний до запуску ракети V2 з хімічної боєголовкою на Лондон. На відміну від інших SS-івців, Мертва Голова не вірить в окультизм і віддає перевагу озброєнню нацистської армії військовими машинами, використовуючи передові технології. Гіммлер просить його приєднатися до церемонії воскресіння, але Штрассе відмовляється. Після того, як головний герой перемагає в сутичці, в лабораторії Мертва Голова дивом уникає смерті, рятуючись на ракетному літаку. Мертва Голова повертається як один з головних антагоністів у продовженні 2009 року, де він був призначений обергрупенфюрером.
Штандартенфюрер Хельга Фон Бюлов — високопоставлений офіцер Паранормального Відділу SS, а також засновниця жіночої Елітної Гвардії. Вона і Маріанна Блаватська твердо вірять в окультизм. Хельга не є хорошим керівником, роблячи багато поспішних рішень, які ставлять під загрозу безпеку власних військ. У той час як Елітна Гвардія вірна їй, солдати-чоловіки під її командуванням скептично ставиться до її вибору. Біля могили Оларіка вона вбиває професора Земпа після того, як він намагається зупинити її. При цьому вона випадково будить самого Оларіка, який жорстоко вбиває її.
Жриця SS Оберфюрер Маріанна Блаватська — відповідальна за операцію воскресіння. Вона є учителькою окультизму для Хельги. Про її існування було мало кому відомо до організації церемонії. У фіналі вона перетворює трьох Супер-солдатів на лицарів-зомбі і використовує їх, щоб відродити Генріха I. Блаватська дала обіцянку вірності й служіння Генріху, але в подяку отримала від воскреслого короля тільки перетворення на зомбі з надприродними силами. Блаватську і Лицарів Смерті, в кінцевому підсумку, знищує головний герой.
Оларік — перший бос. Штандартенфюрер Фон Бюлов знаходить Оларіка в могилі та, ігноруючи попередження професора Земпфа, випадково повертає його назад до життя, взявши свій кинджал. Оларік вбиває її незадовго до того як герой прибуває на місце подій.
Генріх I — злий король, котрий в Середньовіччі почав кампанію із завоювання Європи. Він вивчав темну магію, та використовувати їх на свою користь для воскресіння мертвих і поповнення ними армії. Паранормальний Відділ SS знаходить і воскрешає його магічними силами. Гравець в фінальному завданні знищує Генріха назавжди.